# Gerhard Schmitt-Rink
Gerhard Wilhelm Schmitt-Rink, auch Willy Rink, (* 22. Januar 1926 in Wiesbaden; † 24. Mai 2020) war ein deutscher Ökonom, Professor für Volkswirtschaftslehre und Autor.

## Leben
Schmitt-Rink wuchs als unehelich geborener „Halbjude“ in Wiesbaden auf und wurde von dem zweiten, katholischen Partner seiner Mutter adoptiert. Die Familie wohnte in einem von Juden und Christen bewohntem Mehrfamilienhaus, in dem es ab 1935 in der Zeit des Nationalsozialismus zu sozialen Spannungen kam. Um nicht aufzufallen, legte er sich den Vornamen „Gerhard“ zu und glaubte anfangs an das „kapitalistische Weltjudentum“. Mittels vieler Gespräche mit seiner Mutter und dem „illegalen“ Hören des Senders BBC kamen ihm recht bald Zweifel, und er distanzierte sich von der NS-Propaganda.
Nach dem Krieg studierte Schmitt-Rink Volks- und Betriebswirtschaftslehre in Frankfurt am Main und wurde an der Universität Mainz 1962 zum Dr. rer. pol. promoviert. 1965 habilitierte er sich für das Fach Volkswirtschaftslehre. 
Schmitt-Rink wurde als ordentlicher Professor an der RWTH Aachen, an der Universität Tübingen und an der Universität Bochum berufen. 1990 wurde er zum Gründungsdekan der neuen Wirtschaftswissenschaftlichen Fakultät an der Martin-Luther-Universität Halle-Wittenberg ernannt und wurde 1991 emeritiert. 
Darüber hinaus führten ihn Gastprofessuren an die Universität Kabul, an die School of International Relations der University of Southern California, die Osmania University Hyderabad, das Institute of Southeast Asian Studies in Singapur und an die Tongji-Universität in Shanghai. Im Auftrag des Goethe-Instituts lehrte er in Ägypten, Afghanistan, Bangladesch, Ghana, Hongkong, Indien, Indonesien, Iran, Japan, Jordanien, Kenia, Malaysia, Nepal und Nigeria.

## Privatleben
Schmitt-Rink war verheiratet mit der 1998 verstorbenen Politikerin Margret Funke-Schmitt-Rink.

## Ehrungen
Schmitt-Rink war Ehrendoktor der Martin-Luther-Universität Halle-Wittenberg und der Technischen Hochschule St. Petersburg sowie Träger des Bundesverdienstkreuzes 1. Klasse.

## Werke

### Autor der folgenden Bücher
- Marx' Gesetz vom tendenziellen Fall der Profitrate. Mainz 1962 (Dissertation)
- Konsum-Dynamik. Die qualitative Expansion des privaten Verbrauchs. Göttingen 1967 (Habilitationsschrift)
- Grundzüge der Verteilungstheorie. Göttingen 1971
- Wachstumstheorie. Düsseldorf 1975
- Verteilungstheorie. Düsseldorf 1978
- Makroökonomie. Heidelberg 1990
- Makroökonomie geschlossener und offener Volkswirtschaften, (Ko-Autor: Dieter Bender). Heidelberg 1992
- Hitlers Bild der Weltwirtschaft. Ein Rückblick auf seine ökonomischen Denkfehler und Wissenslücken. Berlin 2010

### Herausgeber und Mitautor der folgenden Bücher
- Außenhandel und Terms of Trade Afghanistans 1961–1975. Bochum 1979
- Ghana's Foreign Trade 1968–1978. Trends and Structures. Bochum 1981
- Malaysia's Foreign Trade 1968–1980. Trends and Structures. Bochum 1982
- EC-ASEAN. Trade Among the European Community and the Association of South-East Asian Nations. Bochum 1982
- Probleme der Bevölkerungsökonomie. Bochum 1983

### Autor der folgenden Bücher unter seinem Geburtsnamen Willy Rink
- Das Judenhaus. Erinnerungen an Juden und Nichtjuden unter einem Dach. 1933–1945. Wiesbaden 2008. ISBN 978-3-941289-02-4
- Die Erfindung des ewigen Juden: Ein Rückblick auf verhängnisvolle Vorurteile im Dritten Reich. Berlin 2010. ISBN 978-3-8442-0442-1
- Stolpersteine. Späte Gedanken über das Leben im Judenhaus. Berlin 2015. ISBN 978-3-7375-4455-9

Darüber hinaus ist Schmitt-Rink Autor zahlreicher Beiträge in wissenschaftlichen Zeitschriften, Tagungsbänden und Festschriften.